# الحوت المنقاري مجرفي الأسنان
الحوت المنقاري مجرفي الأسنان (الاسم العلمي: Mesoplodon traversii) هو نوع من الحيتانيات، يتبع جنس حيتان مركزية الأسنان.